# Adrian Smiseth Sejersted
Adrian Smiseth Sejersted, född 16 juli 1994, är en norsk alpin skidåkare. Hans syster Lotte Smiseth Sejersted är också alpin skidåkare.

## Karriär
Vid VM 2025 i Saalbach-Hinterglemm tog Smiseth Sejersted brons i super-G.